# Championnat du Brésil féminin de football 2021
Navigation
Édition précédente Édition suivante
La saison 2021 du Championnat du Brésil féminin de football Campeonato Brasileiro de Futebol Feminino de 2021 - Série A1 est la neuvième saison du championnat. Le SC Corinthians vainqueur de la saison précédente remet son titre en jeu.

## Organisation
La première phase du championnat, programmée du 17 avril au 27 juin, est une poule unique de 16 équipes au sein de laquelle chaque équipe rencontre une fois chacune de ses adversaires.
Les huit premières équipes se qualifient pour la deuxième partie de la saison, programmée à partir du 15 août, avec un système d'élimination directe en matches aller-retour avec trois tours : quarts de finale, demi-finale et finale. Les quatre dernières sont reléguées en deuxième division.

## Participantes
| \| Agglomération de São Paulo: · Corinthians · São Paulo FC · Palmeiras · Santos · São José São Paulo Kindermann Internacional Ferroviária Grêmio Flamengo Cruzeiro Minas Brasília Napoli Botafogo Bahia Real Brasília \| Localisation des clubs engagés dans le championnat. |
| Agglomération de São Paulo: · Corinthians · São Paulo FC · Palmeiras · Santos · São José São Paulo Kindermann Internacional Ferroviária Grêmio Flamengo Cruzeiro Minas Brasília Napoli Botafogo Bahia Real Brasília                                                           |

| Équipe                             | Ville               | État              | Stade                          | Capacité | Titres         | Classement 2020  |
| ---------------------------------- | ------------------- | ----------------- | ------------------------------ | -------- | -------------- | ---------------- |
| Sport Club Corinthians Paulista    | São Paulo           | São Paulo         | Stade Alfredo-Schürig          | 13 969   | 2 (2018, 2020) | 1re              |
| Sociedade Esportiva Kindermann     | Caçador             | Santa Catarina    | Carlos A. C. Neves             | 6 500    | 0              | 2e               |
| São Paulo Futebol Clube            | São Paulo           | São Paulo         | Marcelo Portugal               | 1 500    | 0              | Demi-finale      |
| Sociedade Esportiva Palmeiras      | São Paulo           | São Paulo         | Stade Nelo Bracalenteà Vinhedo | 4 200    | 0              | Demi-finale      |
| Santos Futebol Clube               | Santos              | São Paulo         | Vila Belmiro                   | 16 068   | 1 (2017)       | Quarts de finale |
| Sport Club Internacional           | Porto Alegre        | Rio Grande do Sul | SESC Campestre                 | 2 800    | 0              | Quarts de finale |
| Associação Ferroviária de Esportes | Araraquara          | São Paulo         | Fonte Luminosa                 | 20 950   | 2 (2014, 2019) | Quarts de finale |
| Grêmio Foot-Ball Porto Alegrense   | Porto Alegre        | Rio Grande do Sul | Stade Vieirão                  | 8 000    | 0              | Quarts de finale |
| Clube de Regatas do Flamengo       | Rio de Janeiro      | Rio de Janeiro    | Stade José Bastos Padilha      | 8 000    | 1 (2016)       | 9e               |
| Cruzeiro Esporte Clube             | Belo Horizonte      | Minas Gerais      | Stade das Alterosas            | 2 000    | 0              | 10e              |
| São José Esporte Clube             | São José dos Campos | São Paulo         | Martins Pereira                | 16 500   | 0              | 11e              |
| Minas Brasília Tênis Clube         | Brasilia            | District fédéral  | Stade Walmir Campelo Bezerra   | 20 310   | 0              | 12e              |
| Associação Atlética Napoli         | Caçador             | Santa Catarina    | Carlos A. C. Neves             | 6 500    |                | 1re D2           |
| Botafogo de Futebol e Regatas      | Rio de Janeiro      | Rio de Janeiro    | Stade Nilton-Santos            | 44 661   | 0              | 2e D2            |
| Esporte Clube Bahia                | Salvador            | Bahia             | Itaipava Arena Fonte Nova      | 47 907   | 0              | 3e D2            |
| Real Brasília Futebol Clube        | Brasilia            | District fédéral  | Defelê                         | 1 500    | 0              | 4e D2            |

## Compétition

### Première phase
| Rang | Équipe           | Pts | J  | G  | N | P  | Bp | Bc | Diff |
| ---- | ---------------- | --- | -- | -- | - | -- | -- | -- | ---- |
| 1    | SC Corinthians T | 38  | 15 | 12 | 2 | 1  | 44 | 13 | +31  |
| 2    | Palmeiras        | 37  | 15 | 11 | 4 | 0  | 45 | 13 | +32  |
| 3    | São Paulo        | 29  | 15 | 8  | 5 | 2  | 31 | 14 | +17  |
| 4    | Santos FC        | 27  | 15 | 8  | 3 | 4  | 27 | 17 | +10  |
| 5    | Ferroviária      | 27  | 15 | 8  | 3 | 4  | 21 | 15 | +6   |
| 6    | Internacional    | 27  | 15 | 8  | 3 | 4  | 19 | 16 | +3   |
| 7    | Grêmio           | 25  | 15 | 7  | 4 | 4  | 27 | 21 | +6   |
| 8    | SE Kindermann    | 21  | 15 | 6  | 3 | 6  | 19 | 19 | 0    |
| 9    | CR Flamengo      | 18  | 15 | 4  | 6 | 5  | 14 | 19 | -5   |
| 10   | Real Brasília P  | 18  | 15 | 4  | 6 | 5  | 12 | 22 | -10  |
| 11   | Cruzeiro         | 15  | 15 | 4  | 3 | 8  | 24 | 25 | -1   |
| 12   | São José         | 13  | 15 | 3  | 4 | 8  | 16 | 28 | -12  |
| 13   | Botafogo P       | 11  | 15 | 2  | 5 | 8  | 13 | 22 | -9   |
| 14   | Minas Brasília   | 11  | 15 | 3  | 5 | 2  | 11 | 26 | -15  |
| 15   | Napoli P         | 7   | 15 | 1  | 4 | 10 | 9  | 43 | -34  |
| 16   | Bahia P          | 4   | 15 | 0  | 4 | 11 | 8  | 27 | -19  |

### Deuxième phase
Les quarts de finale sont disputés du 14 au 24 août. Les matchs retours sont joués sur le terrain de l'équipe la mieux classée lors de la première phase.
|  | Quarts de finale | Quarts de finale | Quarts de finale       | Quarts de finale |     |                | Demi-finales           | Demi-finales           | Demi-finales           | Demi-finales           |  |  | Finale             | Finale             | Finale             | Finale             |
|  |                  |                  |                        |                  |     |                |                        |                        |                        |                        |  |  |                    |                    |                    |                    |
|  | 16 et 22 août    | 16 et 22 août    | 16 et 22 août          | 16 et 22 août    |     |                | 30 août et 6 septembre | 30 août et 6 septembre | 30 août et 6 septembre | 30 août et 6 septembre |  |  | 13 et 27 septembre | 13 et 27 septembre | 13 et 27 septembre | 13 et 27 septembre |
|  | 16 et 22 août    | 16 et 22 août    | 16 et 22 août          | 16 et 22 août    |     |                | 30 août et 6 septembre | 30 août et 6 septembre | 30 août et 6 septembre | 30 août et 6 septembre |  |  | 13 et 27 septembre | 13 et 27 septembre | 13 et 27 septembre | 13 et 27 septembre |
|  | 8e               | SE Kindermann    | 1                      | 0                |     |                | 30 août et 6 septembre | 30 août et 6 septembre | 30 août et 6 septembre | 30 août et 6 septembre |  |  | 13 et 27 septembre | 13 et 27 septembre | 13 et 27 septembre | 13 et 27 septembre |
|  | 8e               | SE Kindermann    | 1                      | 0                |     |                | 30 août et 6 septembre | 30 août et 6 septembre | 30 août et 6 septembre | 30 août et 6 septembre |  |  | 13 et 27 septembre | 13 et 27 septembre | 13 et 27 septembre | 13 et 27 septembre |
|  | 1re              | SC Corinthians   | 4                      | 6                |     |                | 30 août et 6 septembre | 30 août et 6 septembre | 30 août et 6 septembre | 30 août et 6 septembre |  |  | 13 et 27 septembre | 13 et 27 septembre | 13 et 27 septembre | 13 et 27 septembre |
|  | 1re              | SC Corinthians   | 4                      | 6                | 1re | SC Corinthians | 3                      | 3                      |                        |                        |  |  | 13 et 27 septembre | 13 et 27 septembre | 13 et 27 septembre | 13 et 27 septembre |
|  | 15 et 24 août    |                  |                        |                  | 1re | SC Corinthians | 3                      | 3                      |                        |                        |  |  | 13 et 27 septembre | 13 et 27 septembre | 13 et 27 septembre | 13 et 27 septembre |
|  |                  |                  | 5e                     | Ferroviária      | 1   | 1              |                        |                        |                        |                        |  |  | 13 et 27 septembre | 13 et 27 septembre | 13 et 27 septembre | 13 et 27 septembre |
|  | 5e               | Ferroviária      | 5e                     | Ferroviária      | 1   | 1              | 3                      | 2                      |                        |                        |  |  | 13 et 27 septembre | 13 et 27 septembre | 13 et 27 septembre | 13 et 27 septembre |
|  | 5e               | Ferroviária      | 31 août et 5 septembre |                  |     |                | 3                      | 2                      |                        |                        |  |  | 13 et 27 septembre | 13 et 27 septembre | 13 et 27 septembre | 13 et 27 septembre |
|  | 4e               | Santos FC        | 2                      | 2                |     |                |                        |                        |                        |                        |  |  | 13 et 27 septembre | 13 et 27 septembre | 13 et 27 septembre | 13 et 27 septembre |
|  | 4e               | Santos FC        | 2                      | 2                | 1re | SC Corinthians | 1                      | 3                      |                        |                        |  |  |                    |                    |                    |                    |
|  | 14 et 23 août    |                  |                        |                  | 1re | SC Corinthians | 1                      | 3                      |                        |                        |  |  |                    |                    |                    |                    |
|  |                  |                  | 2e                     | Palmeiras        | 0   | 1              |                        |                        |                        |                        |  |  |                    |                    |                    |                    |
|  | 7e               | Grêmio           | 2e                     | Palmeiras        | 0   | 1              | 2                      | 1                      |                        |                        |  |  |                    |                    |                    |                    |
|  | 7e               | Grêmio           |                        |                  |     |                |                        |                        |                        |                        |  |  |                    |                    |                    |                    |
|  | 2e               | Palmeiras        | 1                      | 4                |     |                |                        |                        |                        |                        |  |  |                    |                    |                    |                    |
|  | 2e               | Palmeiras        | 1                      | 4                | 2e  | Palmeiras      | 1                      | 4                      |                        |                        |  |  |                    |                    |                    |                    |
|  | 16 et 22 août    |                  |                        |                  | 2e  | Palmeiras      | 1                      | 4                      |                        |                        |  |  |                    |                    |                    |                    |
|  |                  |                  | 6e                     | Internacional    | 0   | 1              |                        |                        |                        |                        |  |  |                    |                    |                    |                    |
|  | 6e               | Internacional    | 6e                     | Internacional    | 0   | 1              | 1                      | 3                      |                        |                        |  |  |                    |                    |                    |                    |
|  | 6e               | Internacional    |                        |                  |     |                |                        | 3                      |                        |                        |  |  |                    |                    |                    |                    |
|  | 3e               | São Paulo        | 2                      | 1                |     |                |                        |                        |                        |                        |  |  |                    |                    |                    |                    |
|  | 3e               | São Paulo        | 2                      | 1                |     |                |                        |                        |                        |                        |  |  |                    |                    |                    |                    |
|  |                  |                  |                        |                  |     |                |                        |                        |                        |                        |  |  |                    |                    |                    |                    |

## Statistiques individuelles
Source.
| Rg.               | Joueuse        | Club          | Buts |
| ----------------- | -------------- | ------------- | ---- |
| Médaille d'or     | Beatriz        | Palmeiras     | 13   |
| Médaille d'argent | Duda           | São Paulo FC  | 10   |
| Médaille d'argent | Victória (en)  | Corinthians   | 10   |
| 4.                | Gabi Nunes     | Corinthians   | 9    |
| 5.                | Jhe            | Corinthians   | 8    |
| 6.                | Fabiana Baiana | Internacional | 7    |
| 6.                | Laís           | Grêmio        | 7    |
| 6.                | Larissa        | Kindermann    | 7    |
| 6.                | Mariana        | Cruzeiro      | 7    |
| 6.                | Rafa Mineira   | Ferroviária   | 7    |